# 垫状金露梅
垫状金露梅（学名：Potentilla fruticosa var. pumila）为蔷薇科委陵菜属金露梅的一个变种。为垫状灌木，丛生，高5-10厘米。分布于中国西藏自治区。

## 扩展阅读
- 維基物種上的相關：垫状金露梅